# 室見川
室見川（むろみがわ）は、福岡県の主に福岡市を流れ博多湾に注ぐ二級河川。

## 地理
福岡県糸島市瑞梅寺に源を発し概ね北流。福岡市西区愛宕浜と早良区百道浜の境界（シーサイドももち地区の西側）から博多湾に注ぐ。
最上流部には福岡市の水源となる曲渕ダムがあり、そのさらに上流は八丁川で、野河内（のごうち）渓谷等の美しい渓流となり、糸島市の水無鍾乳洞に至る。
農耕地の広がる中流部は「ホタルの里」として知られており、1989年4月には、「室見川中上流一帯のほたる」が、環境庁の「ふるさといきものの里100選」に選定された。
下流の市街地には、延長4.7キロメートルにおよぶ室見川河畔公園が作られ、市民の憩いの場となっている。この公園は、1993年度に「福岡アメニティ百選」の一つに選定されている。
河口付近では干潟があり、毎年2月から4月はじめにかけてからは名物の白魚（）（地元では「しらうお」と呼ばれることもあるが、標準和名は「シロウオ」）が博多湾からのぼってくる。

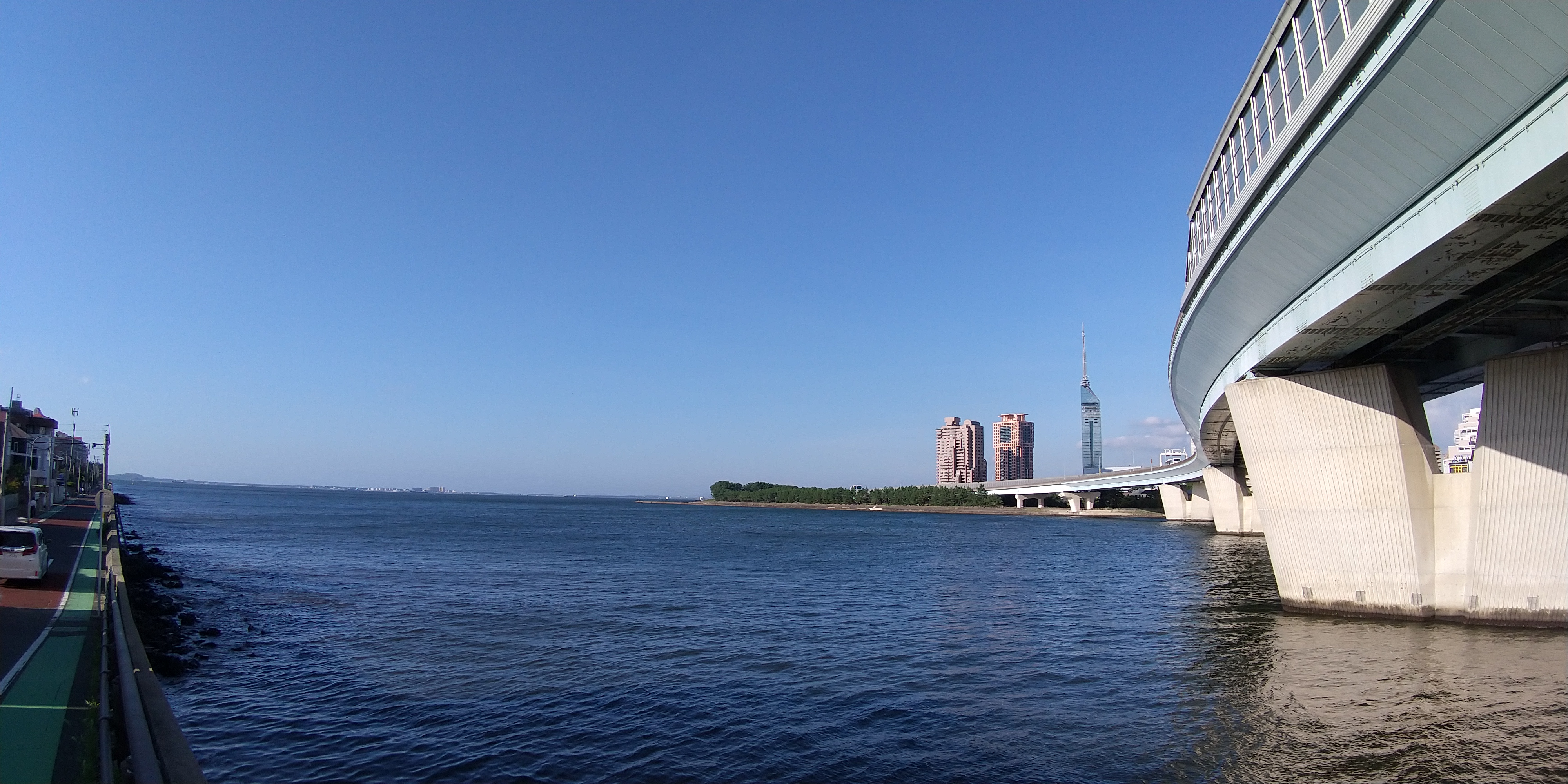
河口（愛宕大橋より）
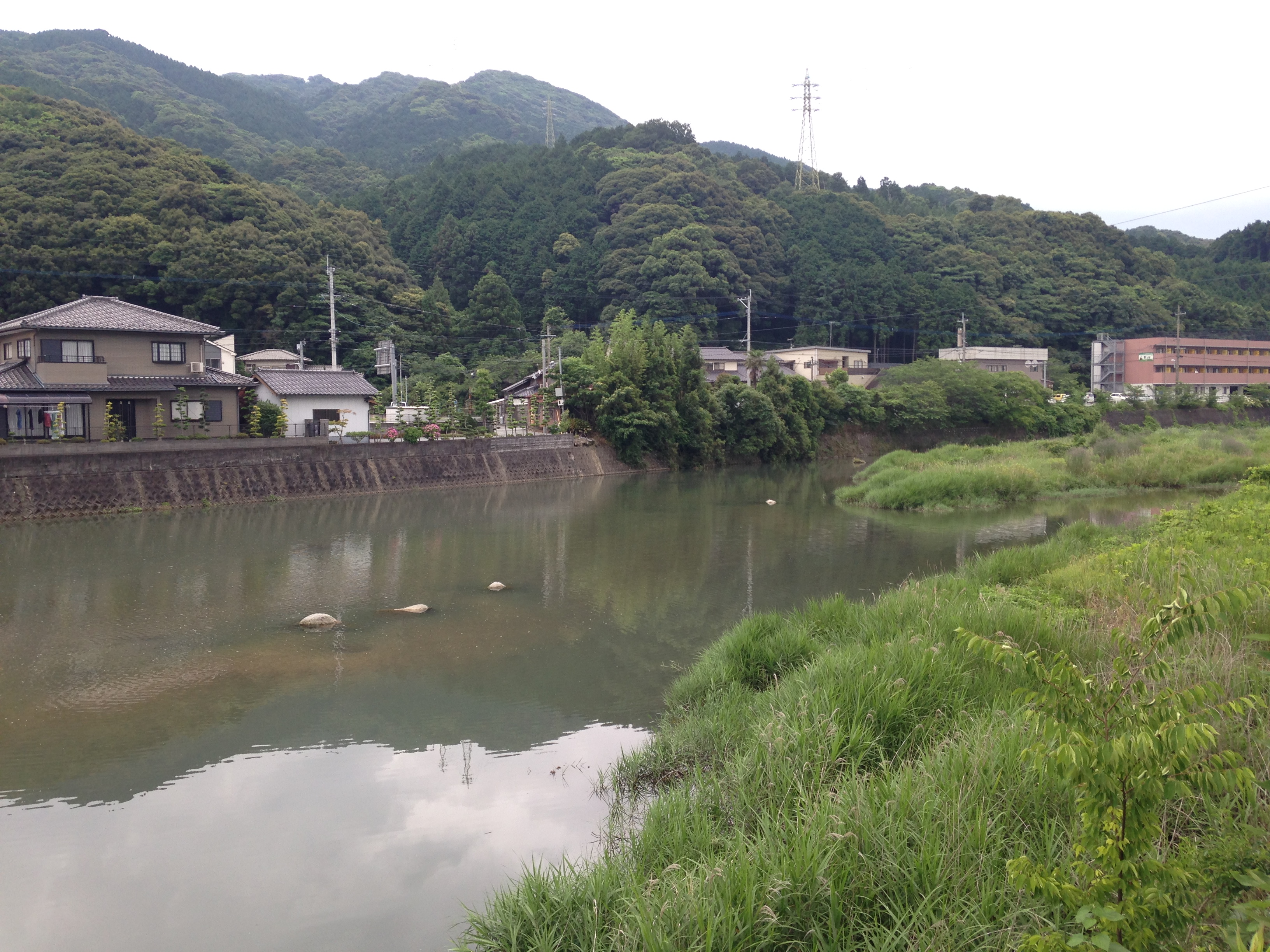
中流部（早良区東入部）

## 自然

### 鳥類
室見川は、福岡の街中を流れるにもかかわらず、毎年100種類を超える野鳥が観察される。河口部では冬にスズガモなどのカモ類やカモメ類が多く見られ、下流から中流にかけてはカワセミやバン、カイツブリが、上流部にはヤマセミ、カワガラス等の渓流の鳥が繁殖している。
室見川では1984年2月に日本で初めてハシボソカモメが観察されたと言う記録もあり（その後1991年頃まで毎冬見られたという）、2001年夏にはヤマショウビンが1か月以上も滞在した記録がある。
福岡市の海の鳥であるユリカモメが多く生息している。

### 魚類
上述のように下流域の浅瀬 - 干潟にはシロウオが、中流域には準絶滅危惧種のオヤニラミが、上流域にはヤマメが生息する。また、過去にはタナゴ類も棲息が確認されている。

## 河川施設および支流
- 水無鍾乳洞（福岡県糸島市瑞梅寺）

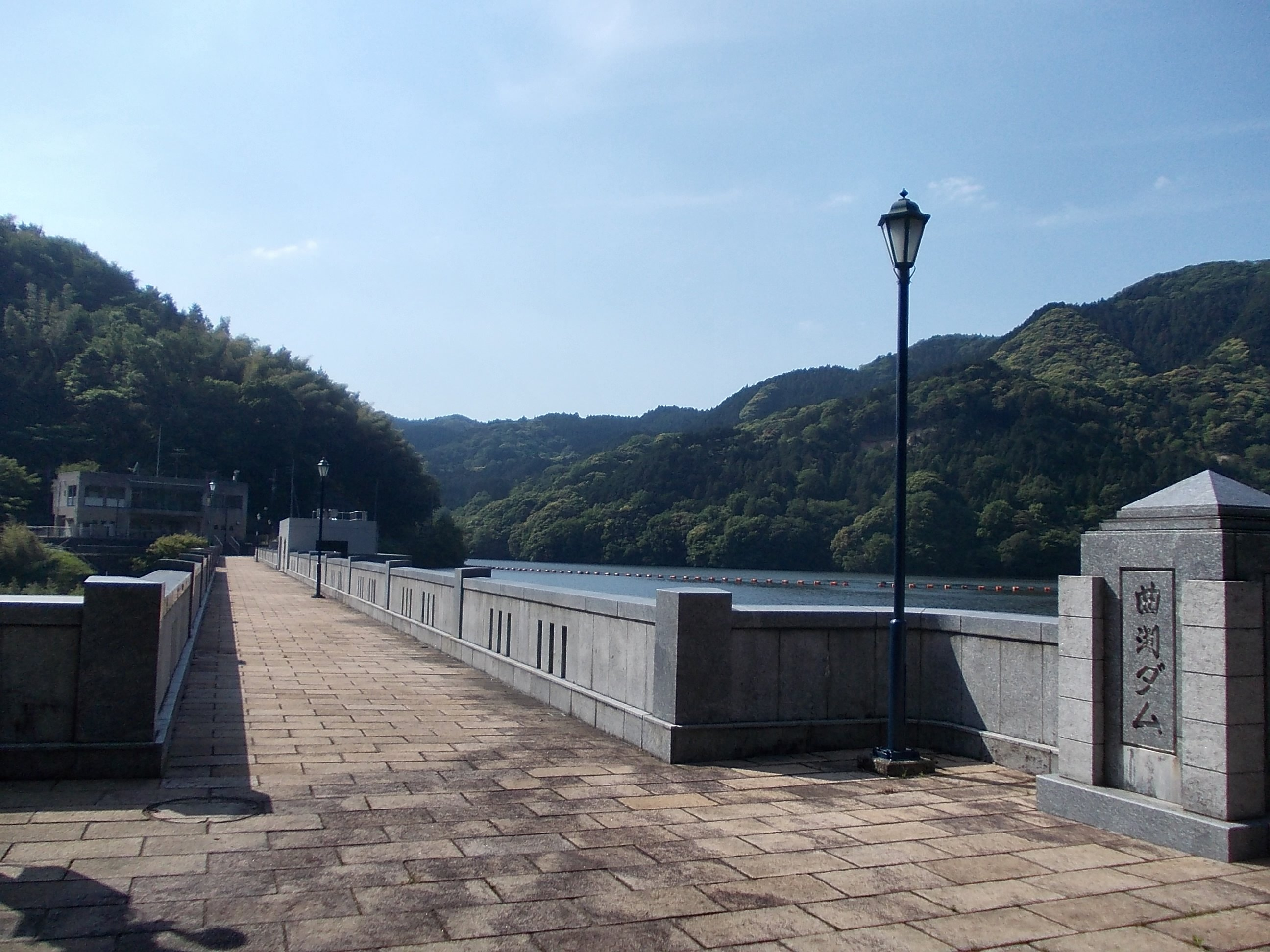
曲渕ダム

- 曲渕ダム（福岡市水道局、福岡県福岡市早良区大字曲渕）

## 橋梁
上流から
- 落合橋
- 大井出橋（国道263号）
- 松風橋（福岡県道558号内野次郎丸弥生線）
- 矢倉橋（福岡県道49号大野城二丈線）
- 田村大橋（田村飯盛線）
- 川原橋（羽根戸3868号線、人道橋）
- 外環室見橋（国道202号福岡外環状道路及び福岡都市高速道路）
- 橋本橋（福岡県道561号周船寺有田線）
- 福重橋（原拾六町線）
- 小田部大橋（国道202号）
- 室見新橋（姪浜小田部線）
- 室見川筑肥橋（鳥飼姪の浜線、鉄道筑肥線の一部区間が旧国鉄時代に廃止されのちに整備された橋梁）
- 室見橋（明治通り）
- 愛宕大橋（マリナ通り）

主な橋梁
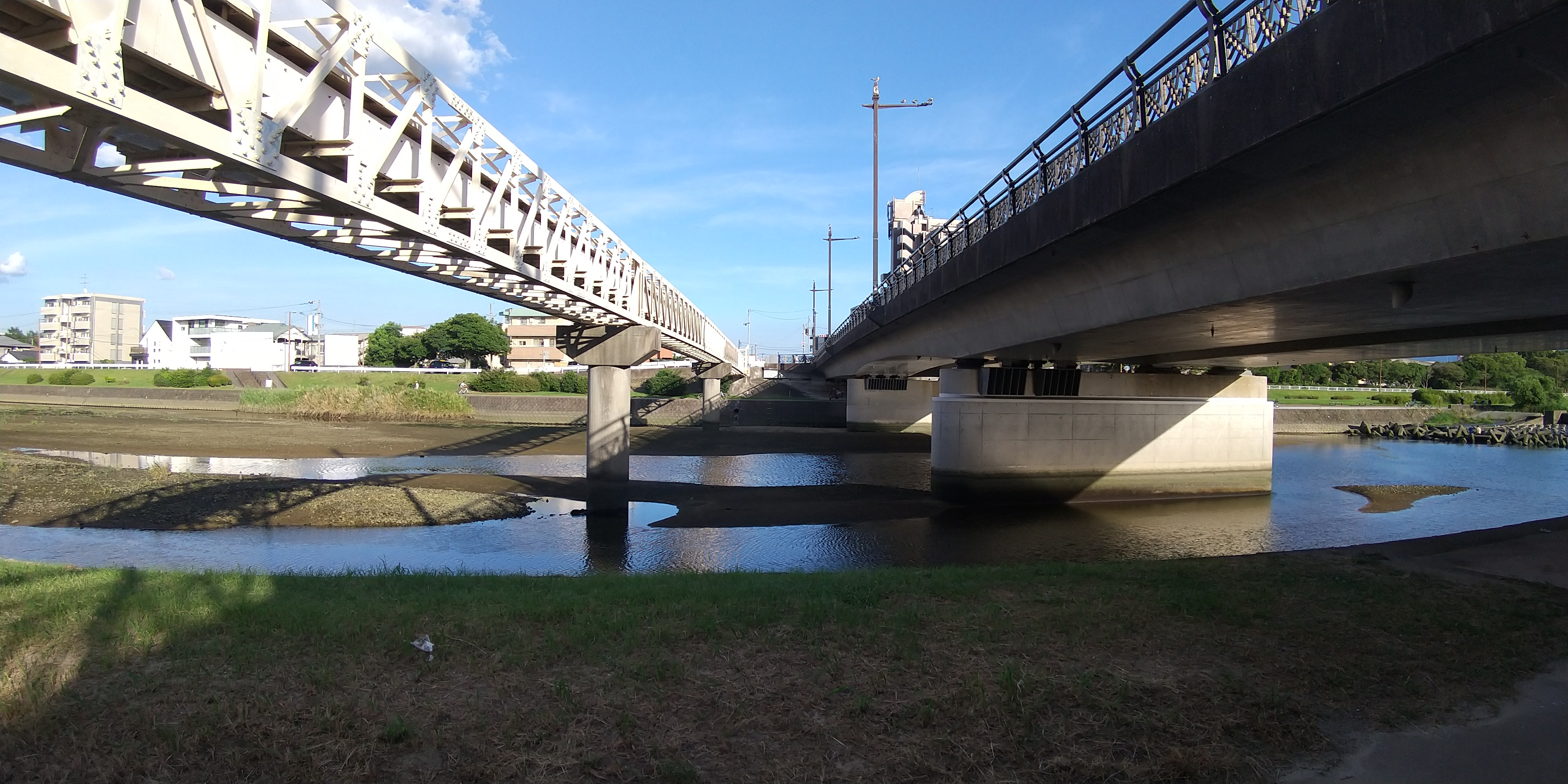
室見新橋
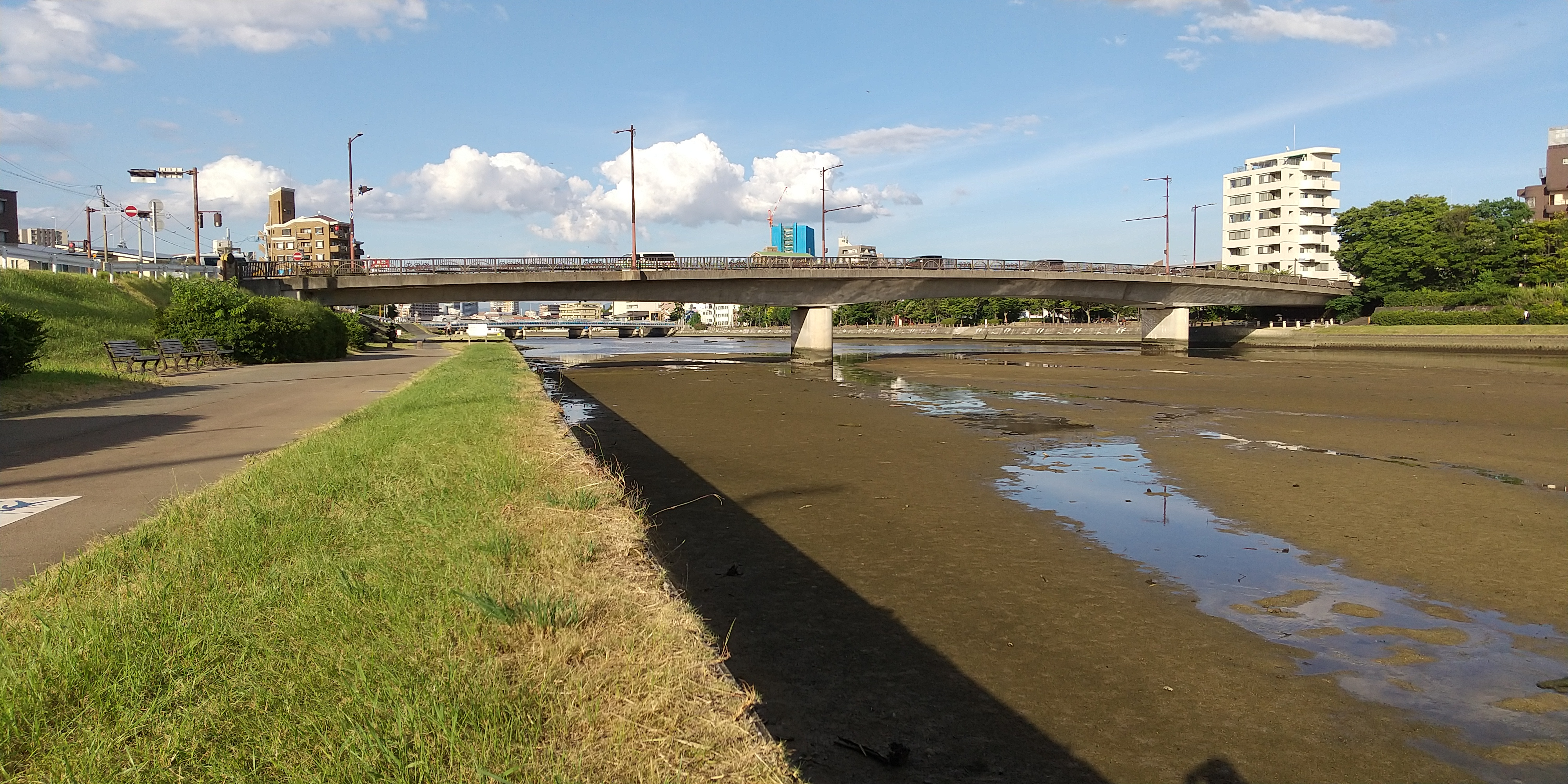
室見川筑肥橋
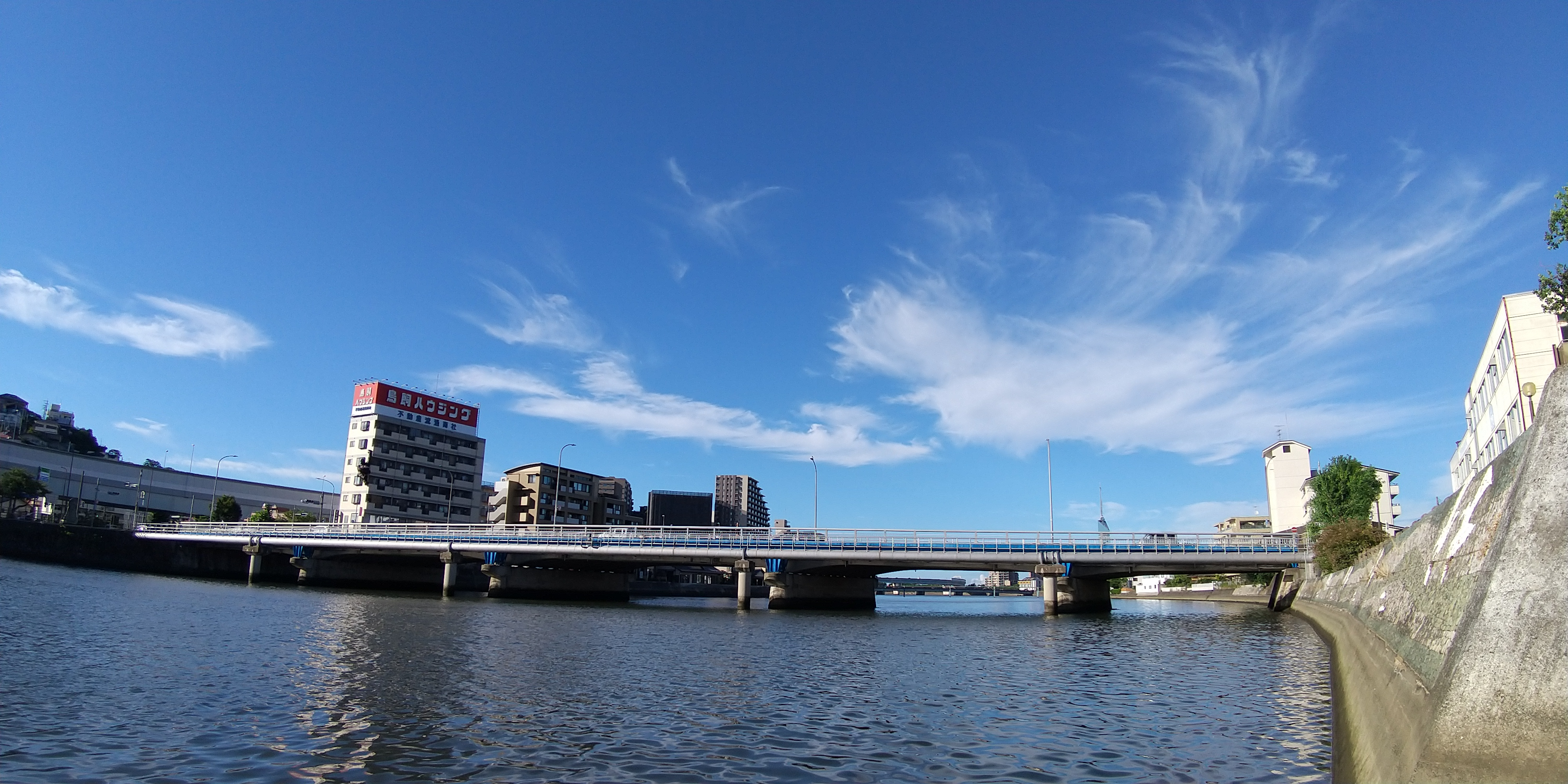
室見橋

## 流域の観光地

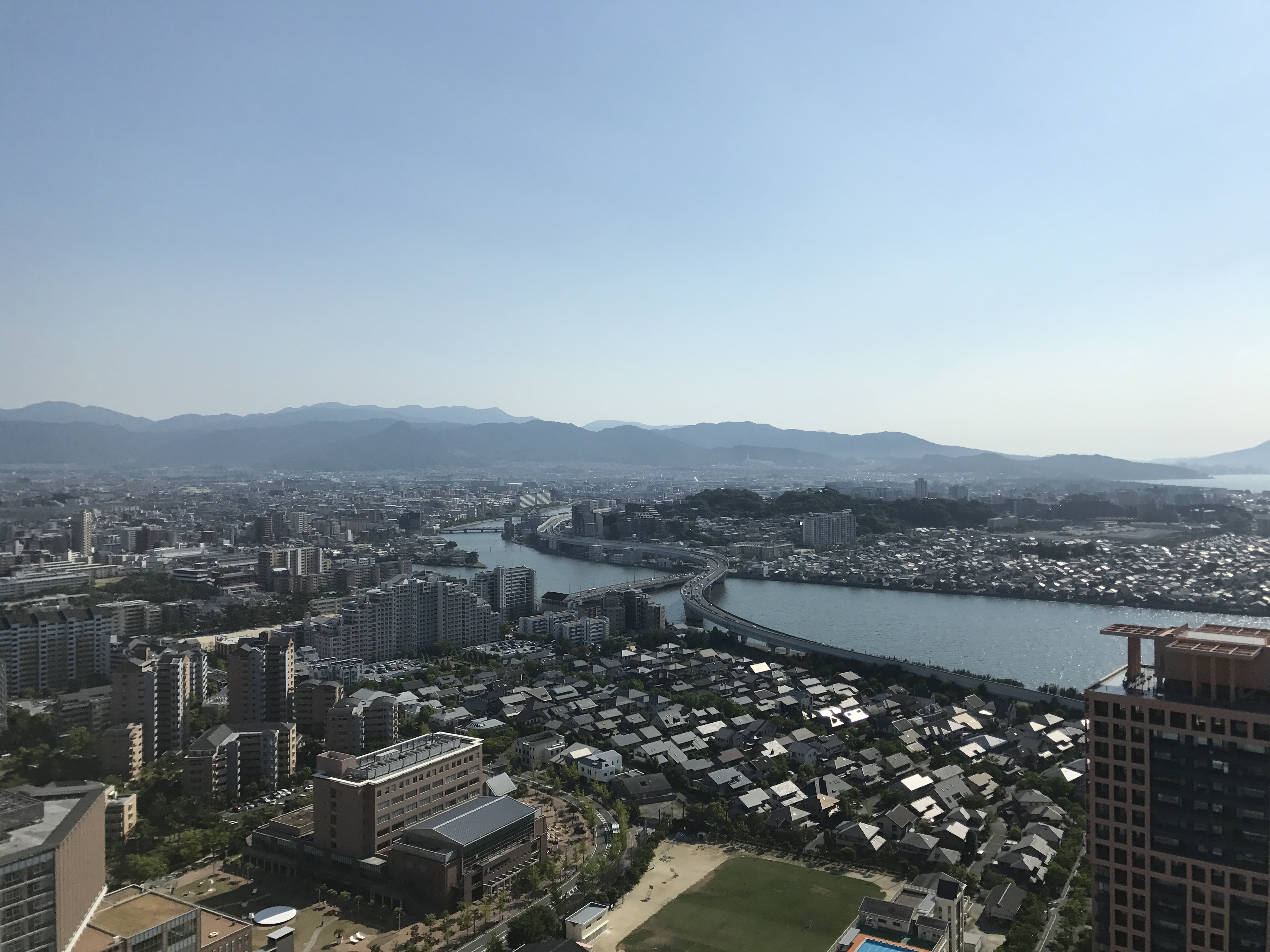
福岡タワーより望む室見川

- マリナタウン海浜公園（福岡県福岡市西区愛宕浜）
- シーサイドももち海浜公園（福岡県福岡市早良区百道浜）

## 交通手段
河口部や下流部は、福岡市営地下鉄で室見駅又は橋本駅まで行き、そこから徒歩で回るのが便利。
中流部や上流部は、駐車場が少ないので、車で行く際には注意が必要である。